# ناحیه آی‌جیان
ناحیه آی‌جیان (به چینی: 爱建街道) یک ناحیه در شهر هاربین (شهر در سطح ولایت)، منطقه داولی می‌باشد که در شمال‌شرق جمهوری خلق چین در  استان هئی‌لونگ‌جیانگ واقع شده‌است.